# Moscatel de Setúbal
El Moscatel de Setúbal es un vino generoso portugués con denominación de origen controlada (DOC), procedente de en la región demarcada de Setúbal, que abarca los concejos de Palmela, Setúbal y parte de Sesimbra.
Los vinos tienen una graduación entre 17º y 20º. Existen dos tipos de Moscatel de Setúbal, el blanco y el tinto, elaborados respectivamente a partir de las castas Moscatel de Setúbal y Moscatel Roxo.